# 南足柄市立向田小学校
南足柄市立向田小学校（みなみあしがらしりつ むかいだしょうがっこう）は、神奈川県南足柄市向田にある公立小学校。

## 沿革
- 1978年（昭和53年）
  - 4月1日 - 「南足柄市立向田小学校」開校[1]。
  - 4月18日 - 開校式・落成式挙行、この日を開校記念日と定める[1]。
  - 10月2日 - 校章制定[1]。
  - 12月11日 - 校歌制定[1]。
- 1987年（昭和62年）
  - 9月20日 - 開校10周年記念大運動会実施[1]。
  - 11月15日 - 開校10周年記念式典挙行[1]。
- 2007年（平成19年）11月23日 - 創立30周年記念式典挙行、屋内運動場ステージ緞帳新調[1]。

## 学校教育目標
自分や仲間のよさを生かして、主体的に生きる子供の育成

## 通学区域
出典
- 狩野（字中河原、上筏場および下筏場に限る）
- 中沼（字辻下、筏場、押切および神崎に限る）
- 生駒（字壗下、上原および下河原339番地から342番地までに限る）
- 竹松
- 下怒田（字下原1番地から100番地までおよび275番地から287番地までに限る）
- 向田
- 和田河原

## 主な進学先
出典
- 南足柄市立足柄台中学校

## アクセス
伊豆箱根鉄道大雄山線富士フイルム前駅下車 徒歩10分